# Орман (община Охрид)
Вижте пояснителната страница за други значения на Орман.
Орман (на македонска литературна норма: Орман) е село в община Охрид на Северна Македония.

## География
Селото е разположено на два километра северно от Охрид на Коселската река.

## История
В „Етнография на вилаетите Адрианопол, Монастир и Салоника“, издадена в Константинопол в 1878 година и отразяваща статистиката на населението от 1873 годна Орман (Orman) е посочено като село с 8 домакинства с 35 жители българи.
Според статистиката на Васил Кънчов („Македония. Етнография и статистика“) от 1900 година Орман е населявано от 50 жители, всички българи християни.
На Етнографската карта на Битолския вилает на Картографския институт в София от 1901 година Орман е чисто българско село в Охридската каза на Битолския санджак с 11 къщи.
В началото на XX век цялото население на селото е под върховенството на Българската екзархия. По данни на секретаря на екзархията Димитър Мишев („La Macédoine et sa Population Chrétienne“) в 1905 година в Орман има 88 българи екзархисти.
Църквата „Свети Наум“ е изградена в 1970 година. Представлява еднокорабна сграда, градена от кършен камен с полукръгла апсида на източната страна.
Според преброяването от 2002 година селото има 104 жители северномакедонци.
| Националност     | Всичко |
| северномакедонци | 104    |
| албанци          | 0      |
| турци            | 0      |
| роми             | 0      |
| власи            | 0      |
| сърби            | 0      |
| бошняци          | 0      |
| други            | 0      |